# Fussballclub Zürich 2001-2002
Questa voce raccoglie le informazioni riguardanti il Fussballclub Zürich nelle competizioni ufficiali della stagione 2001-2002.

## Stagione
Nella stagione 2001-2002 il Zurigo, allenato da Georges Bregy, concluse il campionato di Lega Nazionale A al 8º posto. Il Zurigo concluse il girone di play-off al 5º posto. In Coppa Intertoto il Zurigo fu eliminato al terzo turno dall' Aston Villa.

## Rosa
| N. |                           | Ruolo | Calciatore                  |
| -- | ------------------------- | ----- | --------------------------- |
| 1  | Slovacchia (bandiera)     | P     | Miroslav König              |
| 3  | Svizzera (bandiera)       | D     | Alain Nef                   |
| 4  | Svizzera (bandiera)       | D     | Sébastien Jeanneret         |
| 6  | Paesi Bassi (bandiera)    | C     | Wilco Hellinga              |
| 7  | Svizzera (bandiera)       | C     | Daniel Gygax                |
| 8  | Svizzera (bandiera)       | D     | Stephan Keller (calciatore) |
| 9  | Argentina (bandiera)      | A     | Francisco Guerrero          |
| 15 | Svizzera (bandiera)       | A     | Ursal Yasar                 |
| 16 | Marocco (bandiera)        | C     | Tariq Chihab                |
| 17 | Svizzera (bandiera)       | C     | Adnan Jasari                |
| 18 | Svizzera (bandiera)       | P     | Fabien Margairaz            |
| 20 | Italia (bandiera)         | C     | Luca Iodice                 |
| 21 | Guinea (bandiera)         | A     | Alhassane Keita             |
| 22 | Spagna (bandiera)         | D     | David Pallas                |
| 24 | Costa d'Avorio (bandiera) | C     | Kanga Akalé                 |
| 25 | Brasile (bandiera)        | C     | Renato                      |
| 30 | Svizzera (bandiera)       | P     | Davide Taini                |

| N. |                          | Ruolo | Calciatore           |
| -- | ------------------------ | ----- | -------------------- |
| 1  | Svizzera (bandiera)      | P     | Marco Pascolo        |
| 33 | Portogallo (bandiera)    | P     | Romeu Leite          |
| 12 | Svizzera (bandiera)      | D     | Patrick Baumann      |
| 14 | Svizzera (bandiera)      | D     | Urs Fischer          |
| 2  | Australia (bandiera)     | D     | Ljubo Miličević      |
| 3  | Turchia (bandiera)       | D     | Vural Önen           |
| 19 | Svizzera (bandiera)      | D     | Yvan Quentin         |
| 28 | Svizzera (bandiera)      | D     | Marc Schneider       |
| 26 | Liechtenstein (bandiera) | D     | Martin Stocklasa     |
| 23 | Svizzera (bandiera)      | C     | Sandro Burki         |
| 8  | Svizzera (bandiera)      | C     | Philippe Douglas     |
| 11 | Svizzera (bandiera)      | C     | Feliciano Magro      |
| 20 | Burundi (bandiera)       | C     | David Opango         |
| 29 | Svizzera (bandiera)      | C     | Mario Raimondi       |
| 10 | Turchia (bandiera)       | A     | Mahir Cayir          |
| 27 | Georgia (bandiera)       | A     | Mikhail Kavelashvili |
| 17 | Svizzera (bandiera)      | A     | Pascal Renfer        |

## Organigramma societario
Area tecnica
- Allenatore: Georges Bregy
- Allenatore in seconda:
- Preparatore dei portieri:
- Preparatori atletici:

## Calciomercato

### Sessione estiva
| Acquisti | Acquisti | Acquisti | Acquisti |
| R.       | Nome     | da       | Modalità |
| -------- | -------- | -------- | -------- |

| Cessioni | Cessioni | Cessioni | Cessioni |
| R.       | Nome     | a        | Modalità |
| -------- | -------- | -------- | -------- |

### Sessione invernale
| Acquisti | Acquisti | Acquisti | Acquisti |
| R.       | Nome     | da       | Modalità |
| -------- | -------- | -------- | -------- |

| Cessioni | Cessioni | Cessioni | Cessioni |
| R.       | Nome     | a        | Modalità |
| -------- | -------- | -------- | -------- |

## Risultati

### Lega Nazionale A

#### andata
| Arbitro: | Rutz |

|  |           |                             |
|  | Marcatori | 6’ Kavelashvili 89’ Chassot |

| Arbitro: | Meier |

|                                   |           |                         |
| Chassot 28’ Kavelashvili 47’, 49’ | Marcatori | 22’ Jefferson 53’ Santo |

| Arbitro: | Beck |

|           |           |                  |
| Meyer 50’ | Marcatori | 14’ Kavelashvili |

| Arbitro: | Petignat |

|            |           |            |
| Berisha 7’ | Marcatori | 37’ Pallas |

| Arbitro: | Etter |

|                                     |           |  |
| Kavelashvili 31’ Quennoz 82’ (aut.) | Marcatori |  |

| Arbitro: | Leuba |

|                 |           |                                            |
| Okpala 87’, 89’ | Marcatori | 31’ Kavelashvili 46’ Jamarauli 48’ Chassot |

| Arbitro: | Nobs |

|                  |           |                   |
| Kavelashvili 11’ | Marcatori | 15’ Tachie-Mensah |

| Arbitro: | Beck |

|            |           |            |
| Magnin 85’ | Marcatori | 41’ Chihab |

| Arbitro: | Rutz |

|             |           |                                      |
| Chassot 59’ | Marcatori | 11’ Núñez 72’ Chapuisat 79’ Ippoliti |

| Arbitro: | Schoch |

|                                |           |  |
| Varela 28’, 71’ Türkyılmaz 88’ | Marcatori |  |

| Zurigo 15 settembre 2001, ore 16:45 CEST 11ª giornata | Zurigo | 0 – 0 referto | Sion | Stadio Letzigrund (3 300 spett.)\| Arbitro: \| Nobs \| |
| Arbitro:                                              | Nobs   |               |      |                                                        |

#### ritorno
| Arbitro: | Beck |

|  |           |                                  |
|  | Marcatori | 18’ Comisetti 30’ Oruma 53’ Dill |

| Arbitro: | Wildhaber |

|                             |           |                  |
| Alves 7’ Zanni 46’ Gane 90’ | Marcatori | 12’ Kavelashvili |

| Arbitro: | Circhetta |

|                  |           |  |
| Kavelashvili 68’ | Marcatori |  |

| Zurigo 14 ottobre 2001, ore 16:15 CEST 15ª giornata | Zurigo  | 0 – 0 referto | Young Boys | Stadio Letzigrund (7 780 spett.)\| Arbitro: \| Busacca \| |
| Arbitro:                                            | Busacca |               |            |                                                           |

| Arbitro: | Meier |

|                     |           |              |
| Yakın 51’ Ergić 59’ | Marcatori | 37’ Guerrero |

| Arbitro: | Schoch |

|           |           |  |
| Magro 29’ | Marcatori |  |

| Arbitro: | Beck |

|                   |           |              |
| Tachie-Mensah 72’ | Marcatori | 51’ Guerrero |

| Arbitro: | Schmid |

|                              |           |                            |
| Kavelashvili 16’ Quentin 61’ | Marcatori | 13’, 45’ Rossi 38’ Bastida |

| Zurigo 25 novembre 2001, ore 16:15 CET 20ª giornata | Grasshoppers | 0 – 0 referto | Zurigo | Hardturm (11 800 spett.)\| Arbitro: \| Schluchter \| |
| Arbitro:                                            | Schluchter   |               |        |                                                      |

| Arbitro: | Meßner |

|           |           |              |
| Magro 28’ | Marcatori | 47’ Urdaneta |

| Arbitro: | Wildhaber |

|  |           |           |
|  | Marcatori | 86’ Magro |

### Play-off

#### Andata
| Arbitro: | Leuba |

|  |           |               |
|  | Marcatori | 33’, 67’ Frei |

| Arbitro: | Busacca |

|                   |           |  |
| Koumantarakis 60’ | Marcatori |  |

| Arbitro: | Beck |

|                           |           |                |
| Magro 5’ (rig.) Yasar 26’ | Marcatori | 12’ Piffaretti |

| Arbitro: | Meier |

|                                     |           |  |
| Hodel 40’ Chapuisat 44’ Eduardo 69’ | Marcatori |  |

| Arbitro: | Schoch |

|                  |           |  |
| Kavelashvili 24’ | Marcatori |  |

| Arbitro: | Rutz |

|                                             |           |                       |
| Tikva 13’ Sermeter 28’ (rig.) Petrosyan 66’ | Marcatori | 88’ Chassot 90’ Yasar |

| Arbitro: | Salm |

|                      |           |  |
| Biaggi 33’ Rossi 69’ | Marcatori |  |

#### Ritorno
| Arbitro: | Drabek |

|  |           |                |
|  | Marcatori | 19’, 90’ Rossi |

| Arbitro: | Beck |

|                |           |  |
| Yasar 45’, 59’ | Marcatori |  |

| Arbitro: | Etter |

|  |           |           |
|  | Marcatori | 75’ Keita |

| Arbitro: | Meier |

|                   |           |               |
| Iodice 52’ (rig.) | Marcatori | 38’ Chapuisat |

| Arbitro: | Circhetta |

|           |           |            |
| Ekobo 87’ | Marcatori | 90’ Chihab |

| Arbitro: | Schoch |

|                                     |           |              |
| Kavelashvili 8’ Akalé 82’ Keita 85’ | Marcatori | 33’ Barberis |

| Arbitro: | Rutz |

|  |           |          |
|  | Marcatori | 7’ Yasar |

### Coppa Intertoto
| Arbitro: | Constantin |

|                                                  |           |  |
| Keita 5’, 33’ Akalé 63’, 70’, 72’, 90’ Gygax 67’ | Marcatori |  |

| Arbitro: | Theodotou |

|                      |           |           |
| Corić 67’ Krivić 77’ | Marcatori | 50’ Keita |

| Arbitro: | Nalbandyan |

|                   |           |  |
| Tarone 86’ (rig.) | Marcatori |  |

| Tallinn 13 luglio 2002, ore 18:00 CEST Secondo turno - ritorno | Levadia Maardu | 0 – 0 referto | Zurigo | Stadio di Kadriorg\| Arbitro: \| Kos \| |
| Arbitro:                                                       | Kos            |               |        |                                         |

| Arbitro: | Meyer |

|                     |           |  |
| Keita 32’ Yasar 83’ | Marcatori |  |

| Arbitro: | Rosetti |

|                                       |           |  |
| Boulding 32’ Allbäck 49’ Staunton 77’ | Marcatori |  |

## Statistiche

### Statistiche di squadra
| Competizione     | Punti | In casa | In casa | In casa | In casa | In casa | In casa | In trasferta | In trasferta | In trasferta | In trasferta | In trasferta | In trasferta | Totale | Totale | Totale | Totale | Totale | Totale | DR |
| Competizione     | Punti | G       | V       | N       | P       | Gf      | Gs      | G            | V            | N            | P            | Gf           | Gs           | G      | V      | N      | P      | Gf     | Gs     | DR |
| ---------------- | ----- | ------- | ------- | ------- | ------- | ------- | ------- | ------------ | ------------ | ------------ | ------------ | ------------ | ------------ | ------ | ------ | ------ | ------ | ------ | ------ | -- |
| Lega Nazionale A | 30    | 11      | 4       | 4       | 3       | 12      | 13      | 11           | 3            | 5            | 3            | 12           | 14           | 22     | 7      | 9      | 6      | 24     | 27     | -3 |
| Play-off         | -     | 7       | 4       | 1       | 2       | 9       | 7       | 7            | 2            | 1            | 4            | 5            | 10           | 14     | 6      | 2      | 6      | 14     | 17     | -3 |
| Coppa Intertoto  | -     | 3       | 3       | 0       | 0       | 10      | 0       | 3            | 0            | 1            | 2            | 1            | 5            | 6      | 3      | 1      | 2      | 11     | 5      | +6 |
| Totale           | 30    | 21      | 11      | 5       | 5       | 31      | 20      | 21           | 5            | 7            | 9            | 18           | 29           | 42     | 16     | 12     | 14     | 49     | 49     | 0  |

### Andamento in campionato
| Giornata  | 1 | 2 | 3 | 4 | 5 | 6 | 7 | 8 | 9 | 10 | 11 | 12 | 13 | 14 | 15 | 16 | 17 | 18 | 19 | 20 | 21 | 22 |
| --------- | - | - | - | - | - | - | - | - | - | -- | -- | -- | -- | -- | -- | -- | -- | -- | -- | -- | -- | -- |
| Luogo     | T | C | T | T | C | T | C | T | C | T  | C  | C  | T  | C  | C  | T  | C  | T  | C  | T  | C  | T  |
| Risultato | V | V | N | N | V | V | N | N | P | P  | N  | P  | P  | V  | N  | P  | V  | N  | P  | N  | N  | V  |
| Posizione | 3 | 1 | 2 | 1 | 1 | 1 | 1 | 1 | 1 | 5  | 7  | 9  | 10 | 8  | 9  | 9  | 8  | 8  | 8  | 8  | 9  | 8  |

Legenda:

Luogo: C = Casa; T = Trasferta. Risultato: V = Vittoria; N = Pareggio; P = Sconfitta.

### Statistiche dei giocatori
| K. Akalé        | 16 | 0  | 0 | 0 |
| P. Baumann      | 14 | 0  | 3 | 0 |
| S. Burki        | 0  | 0  | 0 | 0 |
| P. Bühlmann     | 17 | 0  | 1 | 0 |
| M. Cayir        | 0  | 0  | 0 | 0 |
| F. Chassot      | 18 | 4  | 5 | 0 |
| T. Chihab       | 17 | 1  | 2 | 0 |
| P. Douglas      | 1  | 0  | 0 | 0 |
| U. Fischer      | 14 | 0  | 3 | 1 |
| M. Giannini     | 18 | 0  | 2 | 0 |
| F. Guerrero     | 16 | 2  | 2 | 0 |
| D. Gygax        | 4  | 0  | 0 | 1 |
| M. Heldmann     | 15 | 0  | 3 | 0 |
| W. Hellinga     | 20 | 0  | 4 | 0 |
| L. Iodice       | 8  | 1  | 1 | 0 |
| G. Jamarauli    | 19 | 1  | 6 | 0 |
| A. Jasari       | 0  | 0  | 0 | 0 |
| S. Jeanneret    | 1  | 0  | 1 | 0 |
| M. Kavelashvili | 17 | 10 | 2 | 2 |
| A. Keita        | 3  | 0  | 1 | 0 |
| S. Keller       | 13 | 0  | 4 | 0 |
| F. Magro        | 21 | 3  | 3 | 0 |
| F. Margairaz    | 0  | 0  | 0 | 0 |
| L. Miličević    | 0  | 0  | 0 | 0 |
| A. Nef          | 1  | 0  | 0 | 0 |
| D. Opango       | 0  | 0  | 0 | 0 |
| D. Pallas       | 18 | 1  | 2 | 0 |
| M. Pascolo      | 22 | 0  | 0 | 0 |
| Y. Quentin      | 17 | 1  | 4 | 1 |
| R. Renato       | 0  | 0  | 0 | 0 |
| P. Renfer       | 0  | 0  | 0 | 0 |
| M. Stocklasa    | 17 | 0  | 1 | 0 |
| D. Taini        | 0  | 0  | 0 | 0 |
| U. Yasar        | 14 | 5  | 1 | 0 |
| V. Önen         | 0  | 0  | 0 | 0 |